# Arthur Bitter
Samuel Haberstich (* 7. Oktober 1821 in Ried bei Worb; † 24. Februar 1872 in Bern), bekannt unter dem Pseudonym Arthur Bitter, war ein Schweizer Schriftsteller und Journalist.

## Leben
Er arbeitete zuerst als Sekretär bei einem Rechtsagenten und erhielt später eine Anstellung bei der Kanzlei des bernischen Finanzdepartements. Nebenher hörte er die juristischen und philosophischen Vorlesungen der Universität Bern, kam in Kontakt mit dem Politiker Jakob Stämpfli und widmete sich ab 1846 der Publizistik. Er war Redaktor verschiedener radikal-liberaler Satireblätter (Schweizerisches Charivari, Emmenthaler Joggeli), schrieb als Feuilletonist unter anderem bei den Basler Nachrichten und der Neuen Zürcher Zeitung und verfasste eine Reihe von Novellen, darunter die Geschichten aus dem Emmental. 1851 wurde er wegen seiner politischen Satiren aus dem Kanton Bern ausgewiesen und lebte in Solothurn, Murten und Zürich, bis er 1856 wieder zurückkehren durfte.

## Werke
- Der Patrizierspiegel: Historische Novelle aus der jüngsten Zeit, Schabelitz, Basel, 1853 OCLC 83957924
- Geschichten aus dem Emmenthal, Wyss, Langnau, 1857 OCLC 730535050
- Aus Heimat und Fremde, Novellen, Chur, 1859 OCLC 758159030
- Erzählungen, Novellen und Gedichte von Arthur Bitter. Bern 1865, 4 Bände. OCLC 83207576
- Grüne Sträucher aus dem Schweizerlande, Verlags-Magazin, Zürich, 1870 OCLC 886321285
- Frühlingsgruss, Rieder & Simmern, Bern, 1872 OCLC 600705798